# Kanton Île de Ré
Île de Ré is een kanton van het Franse departement Charente-Maritime. Het kanton maakt deel uit van La Rochelle  (10).
In 2019 telde het 17.389 inwoners.

Het kanton werd gevormd ingevolge het decreet van 27 februari 2014 met uitwerking op 22 maart 2015, door samenvoeging van de opgeheven kantons Saint-Martin-de-Ré en Ars-en-Ré. Het kreeg Saint-Martin-de-Ré als hoofdplaats.

## Gemeenten
Het kanton omvat volgende 10 gemeenten:
- Ars-en-Ré
- Le Bois-Plage-en-Ré
- La Couarde-sur-Mer
- La Flotte
- Loix
- Les Portes-en-Ré
- Rivedoux-Plage
- Saint-Clément-des-Baleines
- Saint-Martin-de-Ré
- Sainte-Marie-de-Ré